# SpVgg Freising
Die SpVgg Freising (vollständig: Sportvereinigung Freising 1912 e. V.) ist ein deutscher Ringerverein aus der oberbayerischen Kreisstadt Freising. Er wurde im Jahr 1912 gegründet. Zwischen 1973 und 1980 gehörte der Verein der Bundesliga an.

## Abteilungen

### Ringen
In der Zwischenkriegszeit bildeten Sportler wie Poldi Adler, Josef Förg, Joseph Moser und Sebastian Graßl das Rückgrat der Mannschaft. 1938 konnte die SpVgg einen Sieg gegen die amerikanische Ringernationalmannschaft verbuchen. Nach dem Zweiten Weltkrieg kam zunächst das finanzielle Aus. Nach Rettung der Abteilung kehrte sie zunächst an die Spitze der Bayerischen Oberliga zurück, 1973 gelang der Aufstieg in die 1. Bundesliga Süd mit den Ringern Alex Diepold, Georg Schweiger, Hans Schluttenhofer, Rudi Bedon, Walter Skippe, Hans Pröls, Konrad Schluttenhofer, Helmut Vogel, Anton Hack und Rudolf Wagner und mit dem Trainer Rifat Durak. Die Saison 1974/75 war durchwachsen, aber man konnte sich in der 1. Bundesliga mit dem Trainer Rifat Durak halten.
Die erfolgreichste Saison war 1977/1978. Die Einkaufspolitik vom Präsidium mit dem Vorstand Rudolf Wagner bis zu den Trainern Rifat Durak/Co. Trainer Lorenz Hecher war hervorragend. Nicht zu vergessen der Kantersieg gegen den SV Siegfried Hallbergmoos mit 8:32 für die SpVgg Freising. Beim Kampf gegen KSV Aalen in Freising vor 1800 Zuschauern verletzte sich Mustafa Durak so schwer, dass er als Stützpfeiler eine lange Zeit ausfiel und nicht mehr auf sein hohes Niveau zurückkam. In Reilingen zeigten die Ringer Mohamed Dallirian und Raci Sert unerklärliche Schwächen. So war der 2. Platz in der Bundesliga Süd weg mit dem die SpVgg die Chance, gegen den Viertplatzierten der Bundesliga Nord zu ringen, verspielt. Als Drittplatzierter der Bundesliga Süd musste die SpVgg gegen den Erstplatzierten der Bundesliga Nord und zukünftigen deutschen Meister KSV Witten antreten. 1979 war mit 5 bayerischen Senioren-Meistern ein Highlight. 1980 folgte deren Abstieg in die 2. Bundesliga Süd. Derzeit feiert die erste Mannschaft den Aufstieg von der Bayernliga in die Oberliga, die zweite Mannschaft in der Bezirksliga Obb./Schwaben. Für Freising können aufgrund der engagierten Jugendarbeit gleich zwei Schülermannschaften in der Bezirksoberliga Obb./Schwaben und in der Bezirksliga Obb./Schwaben starten.
Der Abteilung gelang es immer wieder, national erfolgreiche Ringer hervorzubringen: Helmut Weißenbach wurde 1978 Deutscher Vizemeister, Günter Niedermeier und Christian Unützer gelang dies 1983. Stefan Brümmer wurde 1982 Deutscher Meister, Unützer holte 1984 gleich zwei Vize-Titel.
2008 war Oliver Straub bei den nationalen Titelkämpfen erfolgreich und zog als Deutscher Meister in Freising ein. 2011 konnte sich Leonard Wessalowski die Bronzemedaille bei der Deutschen Meisterschaft erkämpfen und wiederholte diesen Erfolg 2014. Richard Krimmer trumpfte 2012 bei den Deutschen Einzelmeisterschaften für A-Jugendliche im freien Stil in Kleinostheim (Hessen) mächtig auf. Krimmer wurde in der 85-Kilo-Klasse ganz überraschend Deutscher Vizemeister. Erst im Kampf um die Goldmedaille musste sich der groß aufringende Freisinger dem übermächtigen Erik Thiele aus Leipzig beugen. 
Bei den 14. German Masters, 2011 ausgetragen durch den KSV Siegfried Bad Salzgitter, holte Richard Schuhböck für den Verein zwei Medaillen.

### Gewichtheben
Die Abteilung Gewichtheben wurde Mitte der 1930er-Jahre von Rudolf Ismayr aufgebaut. 1934 holte er Josef Manger nach Freising und führte ihn 1936 bei den Olympischen Sommerspielen in Berlin zum Olympiasieg. Im Februar 1937 stellte Manger mit 140 kg einen neuen Weltrekord im beidarmig Drücken auf. Nach dem Ende des Zweiten Weltkriegs wurde die Abteilung aufgelöst und erst am 7. Juli 1968 wiedergegründet. 1983 stellte sie mit Dieter Biechl den Deutschen Meister in der Gewichtsklasse bis 75 kg. 1985 kam dann das endgültige Aus.

### Judo
Die Judoabteilung bestand zwischen 1964 und 1987. 1974 und 1978 wurde sie oberbayerischer Mannschaftsmeister, 1975 und 1977 Vizemeister. Aus der Judoabteilung heraus entstand der JudoClub Freising e. V. 1964 ein mittlerweile völlig eigenständiger Verein.